# معماری اسکاتلند در قرون وسطی

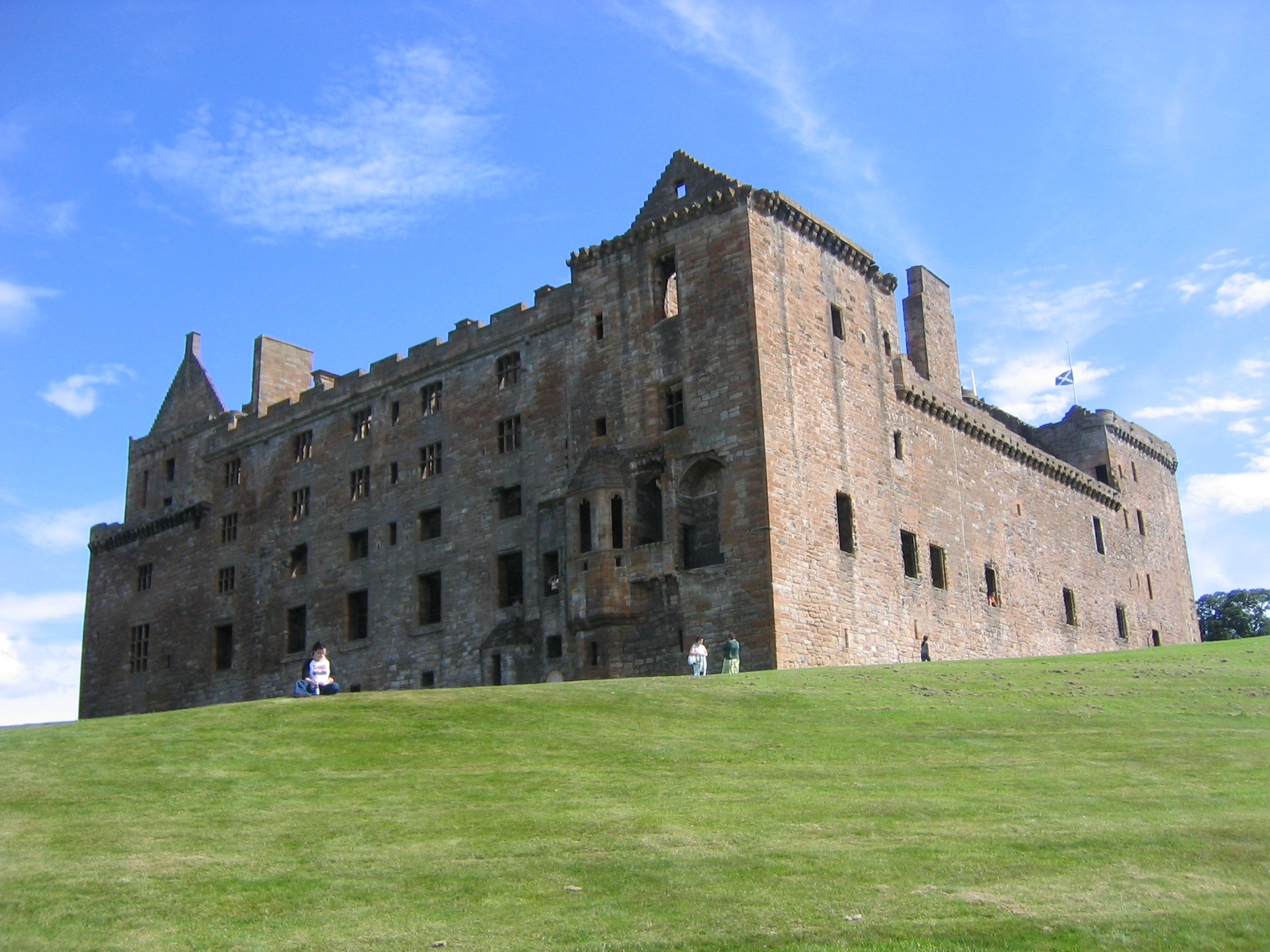
کاخ لینلیتگو نخستین بنایی در اسکاتلند بود که برای ارجاع به آن از لغت پالاس (کاخ) استفاده شد.

معماری اسکاتلند در قرون وسطی دربرگیرندهٔ همهٔ ابنیه در مرزهای امروزی اسکاتلند است که از زمان خروج رومی‌ها از شمال بریتانیا (در اوایل قرن پنجم میلادی) تا پای گرفتن رنسانس در اسکاتلند (در اوایل قرن شانزدهم میلادی) برپا شده‌اند و شامل ساخت‌وسازهای بومی، آیینی، سلطنتی، اشرافی، و نظامی می‌شود.
تسلط رومی‌ها بر بریتانیا، که باعث رها شدن تپه‌قلعه‌های پیشاتاریخی اسکاتلند شده بود، با  سقوط امپراتوری روم غربی در اوایل قرن پنجم میلادی پایان یافت. پس از آن برخی قلعه‌های پیشاتاریخی دوباره مسکون شدند و سازه‌هایی کوچکتر و «هسته‌ای» هم (از جمله دونَد و قلعه دامبارتون) در اسکاتلند شکل گرفت.
با پای گرفتن ساختار سیاسی ارباب‌رعیتی در اسکاتلند در قرن دوازدهم میلادی، الگوی ساختمانی قلعه نیز وارد اسکاتلند شد. این قلعه‌ها در آغاز غالباً قلعه‌های تپه‌وحصار چوبی بودند و بعدها تبدیل به برون‌باروهای سنگی با حصارهایی بلند شدند. این قلعه‌ها به پاره‌ای تثبیت‌شده در مناظر طبیعی اسکاتلند بدل شده‌اند. الگوی ساخت قلعه‌های عظیم در اسکاتلند تا اواخر قرون وسطی تداوم داشت ولی در این دوره عمدهٔ استحکامات اسکاتلند، به‌ویژه در مرز جنوبی اسکاتلند با انگلستان به‌شکل برج‌خانه بود. با ابداع باروت ماهیت معماری قلعه به‌شکلی بنیادین تغییر یافت و در قلعه‌های موجود نیز حفره‌هایی برای شلیک سلاح باروتی و سکوهایی برای نصب آن‌ها تعبیه شد. در اواخر قرن پانزدهم نیز کاخ لینلیتگو با الهام مستقیم از معماری رنسانس اروپای قاره‌ای به‌عنوان اقامتگاه سلطنتی بازسازی شد. شیوه بارونی اسکاتلند میراث این قلعه‌ها، برج‌خانه‌ها، و کاخ‌ها بود و در قرن نوزدهم باززنده‌سازی شد.
در معماری بومی اسکاتلند قرون وسطی از مصالح و شیوه‌های محلی چون سازه‌های کراک و دیوارهای خاک‌وچمن و سفالی استفاده می‌شد و رایج‌ترین مصالح ساختمانی هم سنگ بود. در پی انقلاب دیویدی در قرن دوازدهم میلادی در اسکاتلند برا (شهرک)های سلطنتی پدید آمد که نخستین نمونه‌های شهرنشینی در این کشور بودند.
معماری کلیساهای روستاهای اسکاتلند در قرون وسطی نیز از این کلیساها در انگلستان خام‌تر و ساده‌تر بود، ولی نمونه‌هایی نیز از کلیساهای بزرگ‌تر در شیوه‌های رومانسک و گوتیک می‌توان دید. از اوایل قرن پانزدهم میلادی الگوهایی از شیوه‌های معماری رنسانس در معماری آیینی اسکاتلند پدید آمد که در تقابل با شیوهٔ گوتیک حاکم در معماری انگلستان بود و شبستان کلیسای جامع دانکلد نمونه آن است.

## پس‌زمینه

### پس‌زمینه معماری
قدمت کهن‌ترین خانه‌های بازمانده در اسکاتلند به حدود ۹٬۵۰۰ سال و کهن‌ترین روستاهای آن به ۶٬۰۰۰ سال می‌رسد. سکارا برای در جزیرهٔ اصلی اورکنی قدیمی‌ترین نمونهٔ سکونت‌گاه‌های روستایی باقی‌مانده در قارهٔ اروپا است. سابقهٔ ساخت کِرَنِگ، خانه‌هایی گرد که بر روی آب برپا می‌شدند، به عصر برنز، و کلبه‌های سنگی گرد آتلانتیک و ساختارهای خاکی بزرگتری موسوم به تپه‌قلعه به عصر آهن می‌رسد.
به نظر می‌رسد این تپه‌قلعه‌ها اغلب در دوران تسلط رومی‌ها بر بریتانیا رها شده باشند.
رومی‌ها در سر راهشان قلعه‌ها یا کمپ‌هایی نظامی موسوم به کاستروم (به عنوان مثال تریمونتیوم) ساختند و در قرن دوم میلادی بین خور فورث و خور کلاید استحکاماتی نظامی بنا کردند که به دیوار آنتونین موسوم است. به‌جز ساخت‌وسازهای رومی‌ها، از این دوران در اسکاتلند شواهد بیش از ۶۰ خانه چرخی (که ممکن است شکل تکامل‌یافته کلبه گرد آتلانتیک بوده باشد) و ۴۰۰ سوتره (سازه‌های کوچک زیرزمینی) یافت شده‌است.
بر اساس شواهد باستان‌شناسی، پس از خروج رومی‌ها از اسکاتلند، برخی قلعه‌های عصر آهن دوباره مسکون شدند و همچنین سازه‌هایی کوچکتر و «هسته‌ای» در اسکاتلند شکل گرفت که ساختار کلی برخی از آن‌ها چون دوند و قلعه دامبارتون برگرفته از ویژگی‌های شاخص جغرافیایی منطقه مثل شکل سطح زمین بود.

### بافتار سیاسی، فرهنگی و مذهبی
پس از خروج رومی‌ها از شمال بریتانیا (در اوایل قرن پنجم میلادی)، این منطقه به مجموعه‌ای از شاه‌نشین‌ها تقسیم شد که مهمترین آن‌ها عبارت بودند از پیکت‌ها، دال ریادا (گِیل‌ها)، استراتکلاید، و نورثامبریا.
در اواخر قرن هشتم میلادی نیز پای وایکینگ‌ها به اسکاتلند باز شد و حکومت‌ها و مستعمراتی وایکینگی در حاشیهٔ ساحلی منطقه ایجاد شد.
در قرن نهم میلادی، گِیل‌ها و پیکت‌ها با هم متحد شدند و پادشاهی آلبا (بعدها اسکاتلند) را تشکیل دادند.
پایتخت این پادشاهی در پیکت بود ولی فرهنگ گِیلی در آن فرهنگ غالب بود.
پس از به حکومت رسیدن دیوید یکم، فرمانروایان اسکاتلند به فرهنگ فرانسوی روی آوردند و امروزه از آن‌ها با عنوان اسکاتو-نرمن یاد می‌شود.
الکساندر دوم و پسرش الکساندر سوم توانستند سواحل اسکاتلند را از وایکینگ‌ها بازپس بگیرند و در سال ۱۲۶۶ میلادی با نروژ معاهده پرت را بستند.
در اواخر قرن سیزدهم و قرن چهاردهم انگلیسی‌ها برای مدت کوتاهی اسکاتلند را متصرف شدند، ولی اسکاتلند با رهبری شخصیت‌هایی چون ویلیام والاس و رابرت یکم استقلال خود را بازیافت.
در قرن پانزدهم دودمان استوارت قدرت مرکزی تاج‌وتخت اسکاتلند را تثبیت کرد و مرزهای اسکاتلند را به موقعیت تقریبی امروزی آن رسانید.
با این حال با شکست اسکاتلند در نبرد فلادن در ۱۵۱۳ دورانی از هرج‌ومرج سیاسی در اسکاتلند آغاز شد که تا  رنسانس و اصلاحات پروتستانی ادامه یافت.
با وجود اینکه مسیحیت در زمان تسلط رومی‌ها به اسکاتلند وارد شده بود، گام اصلی در گرایش اسکاتلند به مسیحیت در قرن ششم میلادی و با صدور مسیحیت سلتی ایرلندی از ساحل‌های غربی و جزایر اسکاتلند  برداشته شد.
پس از ازدواج مالکوم سوم با مارگارت (که از پیروان کلیسای کاتولیک رم بود) در ۱۰۷۰ میلادی مسیحیت لاتین در اسکاتلند تسلط یافت و کلیسای سلتی اسکاتلند را در خود جذب کرد.
با به سلطنت رسیدن دیوید یکم و گرایش به فرهنگ نورمن فرانسوی، راهبان اسکاتلندی رو به اصلاحات کلونی آوردند که از فرانسه نشئت گرفته بود و مسیحیت اسکاتلند با شخصیتی به‌وضوح مستقل از مسیحیت انگلستان به حیات خود ادامه داد. تا رسیدن آموزه‌های مارتین لوتر و جان کالون در قرن شانزدهم از طریق انگلستان، کلیسای رومی اسکاتلند (کِرک) از ثباتی نسبی برخوردار بود.

## بناهای بومی

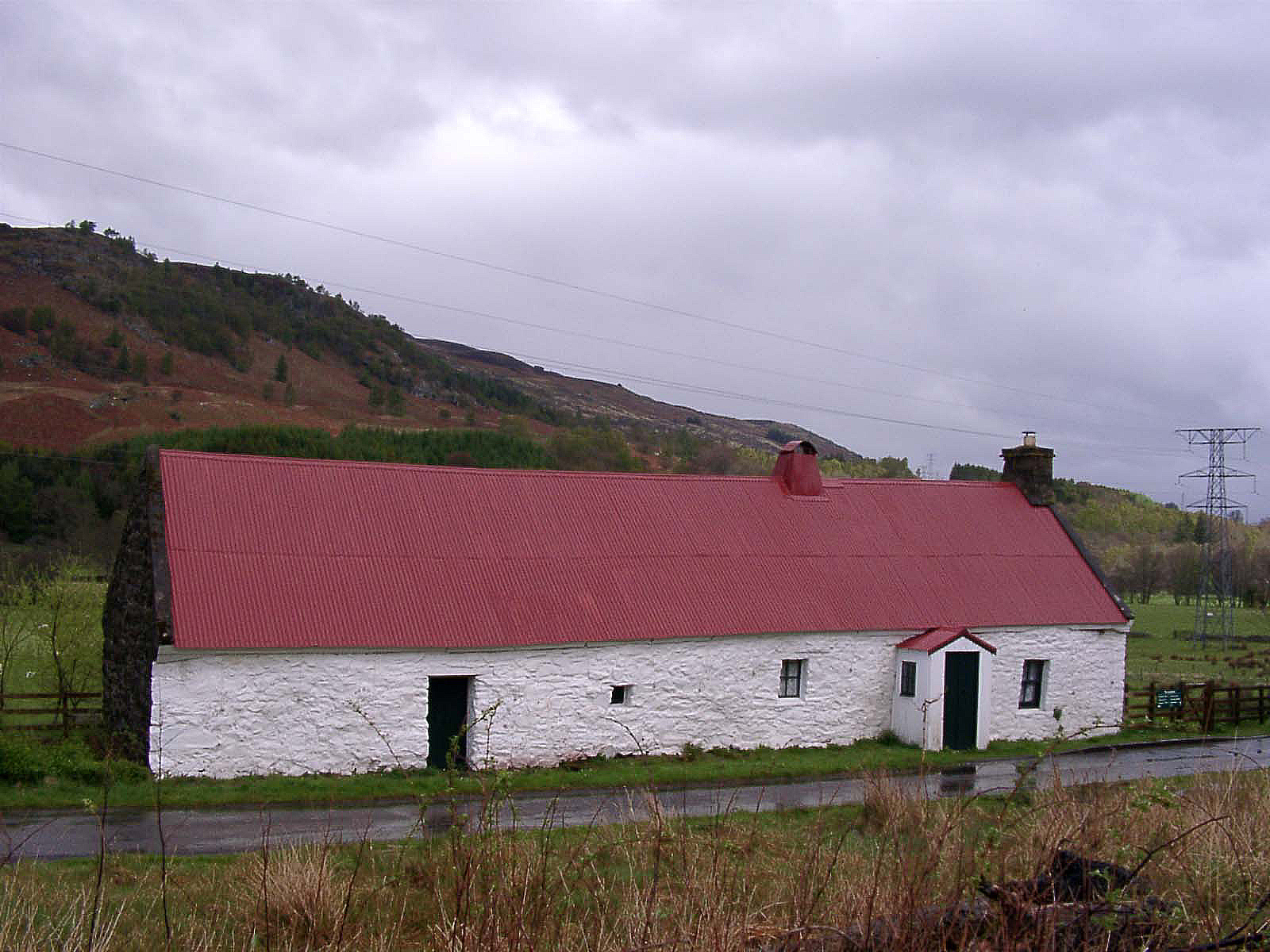
خانه کشیده مورلنیک که در قرن نوزدهم در شیوهٔ بومی سنتی ساخته شده است نمونه‌ای از قاب‌های کراک در اسکاتلند است.

در معماری بومی روستاهای قرون وسطی، از مصالح و شیوه‌های محلی استفاده می‌شد. در اسکاتلند نیز مانند انگلستان از سازه‌های کراک استفاده می‌شد که در آنها جفت‌های الوار خمیده بام را نگه می‌داشتند. در این مناطق، همچنین به‌صورت گسترده‌ای از خاک‌و‌چمن برای پر کردن جرز دیوارها استفاده می‌شد. این دیوارها گاه روی شالوده‌ای سنگی قرار داشتند. دیوارهای خاک‌و‌چمن پایایی چندانی نداشتند و باید هر دو تا سه سال یک‌بار، بازسازی می‌شدند. در برخی مناطق، از جمله در جنوب غربی اسکاتلند و اطراف داندی، دیوارها را از سفال یا ترکیبی از سفال، خاک‌وچمن، و کاه می‌ساختند و آن‌ها را برای مقاومت در برابر رطوبت، با آهک یا گِل‌های رسی اندود می‌کردند. به‌دلیل کمبود الوارهای سازه‌ای بلند، رایج‌ترین مصالح ساختمانی در اسکاتلند سنگ بود که می‌شد از آن هم در ساخت‌وسازهای خشکه‌چین و هم در ساخت‌وسازهای ملاتی استفاده کرد. برای ساخت سقف نیز بسته به منطقه، از کاه، خاک‌وچمن، یا نی استفاده می‌شد.
از قرن دوازدهم میلادی، در اسکاتلند و به‌ویژه در سواحل شرقی آن بِرا(شهرک)‌هایی پدید آمد که تاج‌وتخت پادشاهی به آن‌ها خودمختاری و امتیازات تجاری خاصی داده بود. این سکونت‌گاه‌ها الگوی ساختمانی و شهری شاخصی داشتند، در نرده‌ای دفاعی محصور بودند و در بسیاری از آن‌ها، قلعه‌ای ساخته شده بود. همچنین بازاری در این سکونت‌گاه‌ها ساخته شده بود که در محل عریضی از جاده یا در تقاطع بین دو جاده قرار داشت و غالباً با صلیب بازار مشخص می‌شد. خانه‌های حاکمان این شهرها و دیگر اشراف و ساکنان مهم آنها به‌نسبت پیچیده و ظریف ساخته می‌شد. این خانه‌ها تا اواخر این دوره، بام‌های شیروانی و سفال‌پوش داشتند. نشانه‌های چندانی از خانه‌های طبقه‌های پایین این جوامع نمانده‌است، ولی احتمالاً این خانه‌ها به دور از برِ خیابان و بازار اصلی ساخته می‌شدند. در ابردین و پرت نیز حدود ۴۰ خانه از قرن دوازدهم تا قرن چهاردهم باقی مانده‌است که دیوارهایی از تخته‌ یا ترکه‌ چوبی دارند.

## کلیساها

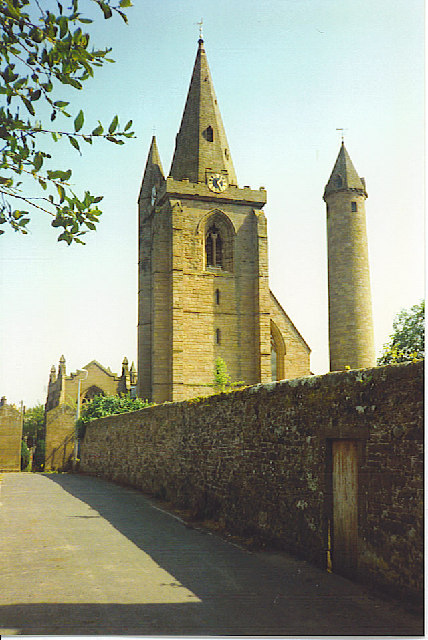
تحول معماری کلیساهای اسکاتلند از شیوهٔ سلتی به شیوهٔ رومانسک در کلیسای جامع برچین، که برج گرد خام و سادهٔ آن (سمت راست) به تأسی از شیوهٔ سلتی ایرلندی و برج مربعی و متأخر (سمت چپ) آن به تأسی از شیوهٔ رومانسک اروپای قاره‌ای ساخته شده‌است.

صدور مسیحیت از ایرلند به اسکاتلند در قرن ششم میلادی به ساخت کلیساهای سادهٔ بنّایی‌ساز (موسوم به شیوهٔ سلتی) انجامید. این روند از ساحل‌های غربی و جزایر اسکاتلند آغاز شد. معماری قرون وسطایی کلیساهای روستاها در اسکاتلند از انگلستان خام‌تر و ساده‌تر بود. بسیاری از این کلیساها برج، راهرو و بازوی عرضی نداشتند و صرفاً دالان‌هایی دراز بودند. کلیساها در اسکاتلند کوهستانی ازین نیز ساده‌تر بودند و از نمای بیرون نمی‌شد بنّاییِ قلوه‌سنگی آن‌ها را از خانه‌های روستایی تشخیص داد. بااین‌حال، از قرن هشتم میلادی، معماری کلیساهای اسکاتلند پیچیده‌تر شد. استفاده از سنگ نماهای رومانسک (که پس از سقوط روم به شیوهٔ غالب معماری در اروپای قاره‌ای بدل شده‌بود) به این ساختمان‌های بنّایی و سنگی ظاهری یکپارچه داد. از نمونهٔ این ساختمان‌ها می‌توان به برج‌های مربعی کلیسای جامع برچین (که در مجاورت برج گرد ایرلندی قرن یازدهمی ساخته شده‌است)، کلیسای جامع دانبلین و کلیسای جامع سنت اندروز اشاره کرد.

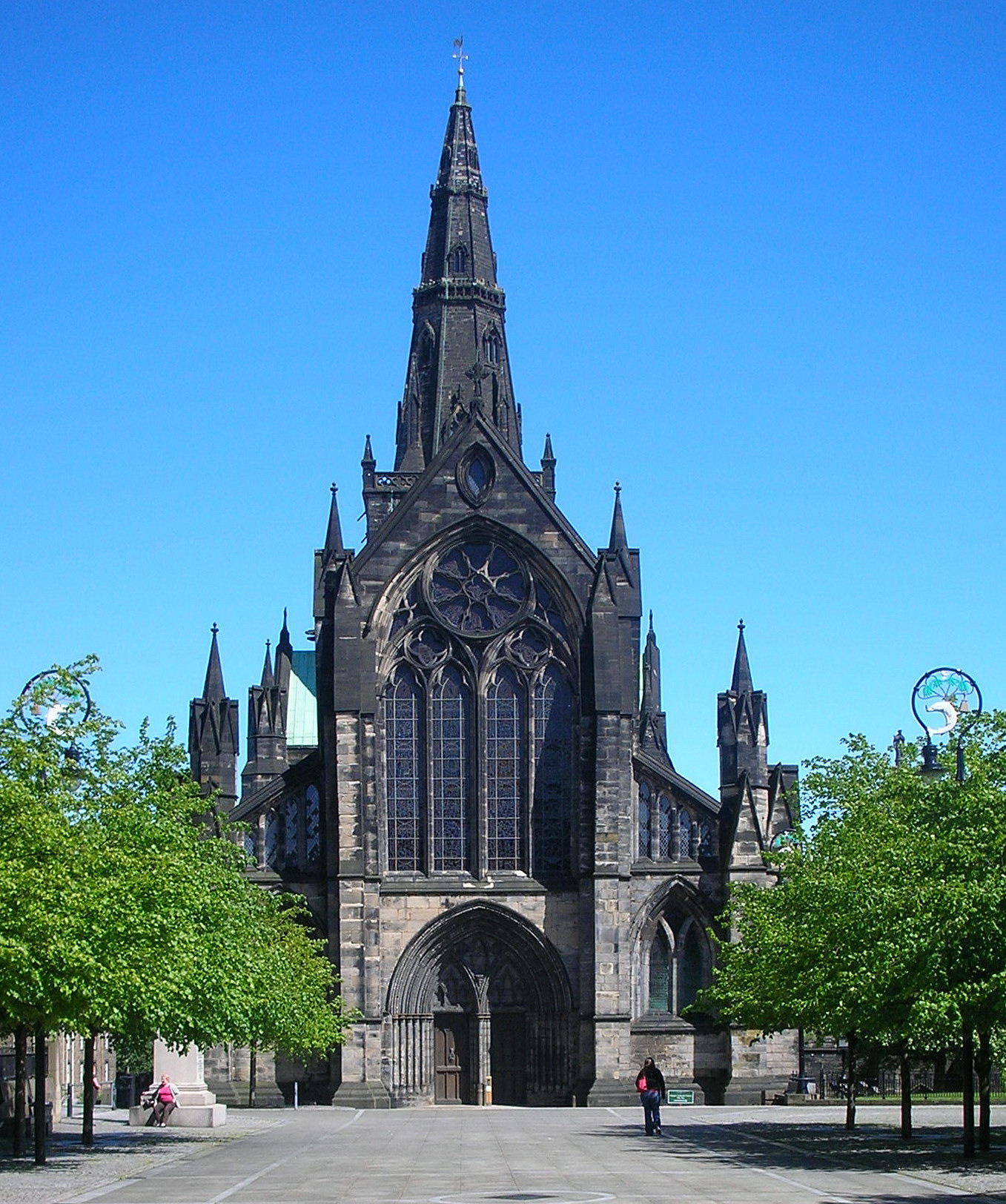
نمای گوتیک کلیسای جامع گلاسگو

پس از قرن یازدهم و با پیشرفت فنون بنّایی، بلوک‌های سنگی کلیساها مستطیلی‌تر شدند که باعث شد دیوارهای پایدارتری ساخته شود و در آن‌ها جزئیات ظریف معمارانه‌ای چون پتکانه، پشتبند، نعل درگاه، و قوس را اجرا کرد. همزمان، تأثیر طرح‌های معماری انگلستان و اروپای قاره‌ای را می‌توان در الگوی ۷-شکل رمانسک ستون‌های شبستان دیر دانفرملین ‎(۱۱۳۰–۴۰) دید که با الهام از جزئیات کلیسای جامع دورام ساخته شده‌است. ممکن است در ساخت کلیسای جامع سنت مگنس نیز، که در ۱۱۳۷ آغاز شد، بنّاهایی از دورام کار کرده باشند. رسیدن نظم‌های جدید رهبانی در قالب اصلاحات کلونی به اسکاتلند در قرن دوازدهم هم به افزایش اشکال انگلیسی و قاره‌ای در معماری کلیساهای اسکاتلند انجامید که نمونه‌های آن را می‌توان در صومعه کلسو، صومعه هولی‌رود، صومعه جدبرا، و دیر کلیسای جامعه سنت اندروز دید.
در قرن سیزدهم میلادی، در طراحی بال شرقی کلیسای جامع الگین از الگوها و نقش‌های معمول اروپایی استفاده شد. در قرن پانزدهم تعدادی از سازندگان قاره‌ای در اسکاتلند مشغول به کار بودند. استاد بنّای فرانسوی جان مورو در ساخت کلیسای جامع گلاسگو و بازسازی صومعه ملروز شرکت داشت که هر دو از نمونه‌های شاخص معماری گوتیک محسوب می‌شوند. پیش از اصلاحات پروتستانی، فضای داخلی کلیساها تزئینات ظریف داشتند و محراب‌هایشان با جزئیات بسیار آذین‌بندی شده بود که نمونه‌های باقی‌ماندهٔ آنان را می‌توان در دسکفورد و کینکل دید. نقش‌های حکاکی‌شده در نمازخانه راسلین از میانهٔ قرن پانزدهم، که تسلسل هفت گناه کبیره را با جزئیات بسیار به تصویر می‌کشند، از نفیس‌ترین نمونه‌های شیوهٔ گوتیک به‌شمار می‌روند. در کلیساهای اواخر قرون وسطی در اسکاتلند، معمولاً می‌توان یادمان‌های تدفینی پرجزئیاتی نیز دید. مقبره‌های داگلاس‌ها در داگلاس، لنارکشر جنوبی از نمونه‌های آنانند.
تأثیر رنسانس بر معماری آیینی در اسکاتلند را می‌توان در روی آوردن دوباره به ساختمان‌های کوتاه و حجیم کلیساهای این دوره دید که قوس‌ها و ستون‌هایی گِرد داشتند و در تضاد با عمودیت و ارتفاع مؤکد شیوهٔ معماری گوتیک بودند که در اواخر قرون وسطی به‌ویژه در انگلستان رایج بود. این امر ممکن است به علت تأثیر ارتباط‌های نزدیک با رم و هلند باشد و احتمالاً واکنشی آگاهانه علیه نقش‌های انگلیسی و به هواداری از نقش‌های قاره‌ای بود. نمونه‌های آن را می‌توان در شبستان کلیسای جامع دانکلد (آغاز ساخت ۱۴۰۶)، در نمای کلیسای کالجی مریم مقدس در هدینگتون از دههٔ ۱۴۶۰، و در نمازخانهٔ اسقف الفینستون در کالج شاه آبردین ‎(۱۵۰۰–۰۹) دید. در اواخر قرن پانزدهم و اوایل قرن شانزدهم حدود چهل کلیسای کالجی در اسکاتلند تأسیس شد؛ در بسیاری از آن‌ها، از جمله در کلیسای کالجی تثلیث، ترکیبی از شیوه‌های گوتیک و رنسانس به چشم می‌خورد. در اوایل قرن شانزدهم همچنین بر فراز کلیساهایی که به دودمان سلطنتی مربوط می‌شدند، از جمله کلیسای جامع سنت جایلز در ادینبرا، منارهای تاجی به عنوان نماد سلطنت امپراتوری ساخته شد.

## قلعه‌ها

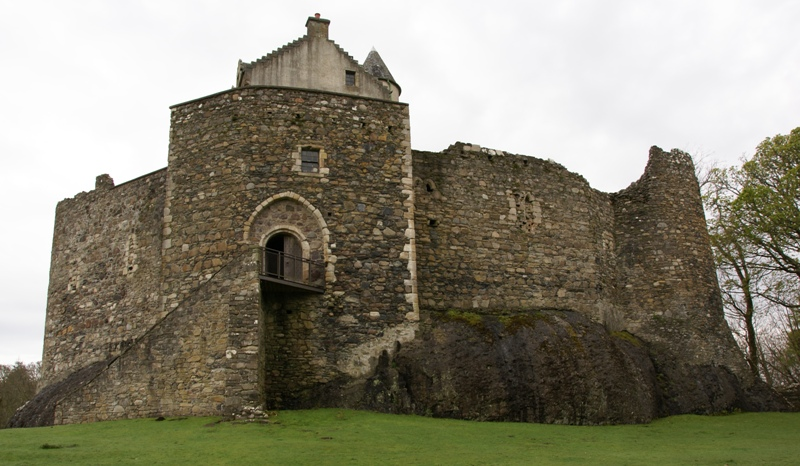
قلعه دونستفنج یکی از کهن‌ترین قلعه‌های بازماندهٔ برون‌بارویی، که غالباً در قرن سیزدهم ساخته می‌شدند.

بسیاری از قلعه‌های اسکاتلند، که برای جای‌گیری و موقعیت چشمگیرشان شناخته می‌شوند، در اواخر قرون وسطی برپا شده‌اند. الگوی قلعه، به معنای اقامتگاه محصور و مستحکم‌شدهٔ یک اشراف‌زاده، پس از آن وارد اسکاتلند شد که دیوید یکم اسکاتلند اشراف نورمن و فرانسوی را با اعطای تصدی‌گری‌های فئودالی تشویق کرد تا در سرزمین‌های جنوبی و شرقی اسکاتلند مستقر شوند تا او بتواند تسلط خود را بر این زمین‌های پست مورد مناقشه افزایش دهد. این قلعه‌ها غالباً قلعه‌های تپه‌وحصار چوبی‌ای بودند که بر روی تپهٔ مصنوعی خاکی (مات) ساخته می‌شدند و دور آن حیاطی محصور موسوم به «بِیْلی» قرار داشت و دور حیاط‌شان خاکریز و نرده دفاعی کشیده می‌شد. مقیاس این قلعه‌ها از قلعه‌های بسیار بزرگ مثل اینوروری تا طرح‌های کوچکتر مثل قلعهٔ بالمکللان متغیر بود. در انگلستان، قلعه‌های تپه‌وحصار در قرن دوازدهم به قلعه‌های سنگی «برجک‌وحصار» تبدیل شدند، ولی در اسکاتلند، قلعه‌های تپه‌وحصاری که هنوز در قرن سیزدهم مسکون بودند، تبدیل به برون‌باروهای سنگی با حصارهایی بلند شدند. در این دوران، نیازهای دفاعی ساخت حصارهای ضخیم و بلند را با استفاده از روش‌های اقتصادی ساخت‌وساز الزامی ساخت و این روش‌ها عمدتاً منجر به ساخت دیوارهای خشکه‌چین و قلوه‌سنگی می‌شدند که نمای آن‌ها را برای محافظت در برابر رطوبت و یکدستی ظاهری با آهک یا هارلینگ اندود می‌کردند. علاوه بر قلعه‌های بارونی، قلعه‌هایی سلطنتی در اسکاتلند ساخته می‌شد که بزرگتر از قلعه‌های بارونی بود و دربار دوره‌گرد اسکاتلند را صاحب منزل و استحکامات دفاعی می‌کرد و خود مرکز اداری محلی هم بود. تا سال ۱۲۰۰ میلادی این قلاع سلطنتی شامل قلعه ایر و قلعه برویک می‌شدند.
در جنگ‌های استقلال اسکاتلند، رابرت یکم به سیاست به آتش کشیدن قلعه‌های اسکاتلند رو آورد تا انگلیسی‌ها نتوانند این استحکامات را تصرف کنند. این کار با تخریب قلعه‌های خود رابرت در ایر و دامفریس آغاز شد و شامل تخریب قلعه راکسبرا و دژ ادینبورو می‌شد.
پس از جنگ استقلال، ساخت قلعه‌های جدید آغاز شد که غالباً مقیاس بزرگتری داشتند و برای جای دادن به ملازمان یک لرد از طریق سیستم «نشانک و نگهداری» ساخته می‌شدند و از شمار آن‌ها می‌توان به قلعه‌های تانتالور، لوثیان، و دون اشاره کرد که در قرن چهاردهم در نزدیکی استیرلینگ برای رابرت استوارت بازسازی شد. باروت ماهیت معماری قلعه را به‌شکلی بنیادین تغییر داد و در قلعه‌های موجود حفره‌هایی برای شلیک سلاح باروتی و سکوهایی برای نصب آن‌ها تعبیه شد و دیوارهایشان برای مقاومت در برابر به‌توپ‌بسته‌شدن تقویت گشت. قلعه ریونزکرگ، که ساخت آن در ۱۴۶۰ میلادی آغاز شد، احتمالاً نخستین قلعه‌ در جزایر بریتانیا باشد که به‌عنوان یک قلعهٔ توپخانه‌ای ساخته می‌شد و در حصار آن، جلوزدگی‌هایی D-شکل موسوم به جان‌پناه دژ ایجاد می‌شد که در برابر آتش توپ مقاومت بیشتری داشت و توپ‌ها را بر روی آن نصب می‌کردند تا به دو سوی جان‌پناه و اطراف جان‌پناه‌های مجاور تسلط داشته باشد.

## برج‌خانه‌ها

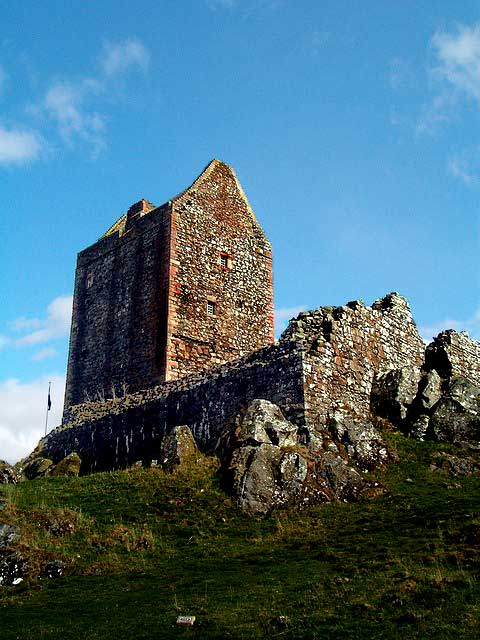
برج اسملوم در نزدیکی کلسو در اسکاتیش بوردرز

عمدهٔ استحکاماتی که اشراف اواخر قرون وسطی در اسکاتلند ساختند از گونهٔ برج‌خانه بود. تعداد این سازه‌ها در اسکاتلند بین ۸۰۰ تا ۹۰۰ عدد بوده‌است. گونه‌های کوچکتر برج‌خانه‌ها در جنوب اسکاتلند به برج پیل یا خانهٔ پیل موسوم بودند. قابلیت دفاعی برج‌خانه‌ها در درجهٔ اول پاسداری در برابر یورش‌های دسته‌های کوچک بود و علیه تهاجمات نظامی ساختاریافته کاربردی نداشت. تاریخ‌نگار اسکاتلندی استوارت رید برج‌خانه‌ها را «دفاع‌پذیر و نه دفاعی» توصیف می‌کند. برج‌خانه‌ها عموماً سازه‌های سنگی بلند و کنگره‌دار بودند و مقطعی مربعی داشتند. بارمکن یا بان حصاری بود که به دور برج‌خانه کشیده می‌شد و با آنکه قابلیت دفاعی چندانی نداشت احشام ارزشمند را در فضای باز داخل آن نگه می‌داشتند. برج‌خانه‌ها به‌شکلی گسترده در دو طرف مرز اسکاتلند و انگلستان شمالی برپا می‌شدند. پس از آنکه در ۱۴۹۴ میلادی جیمز چهارم اسکاتلند عنوان ارباب جزیره‌ها را تسخیر کرد ساخت برج‌خانه‌ها در سراسر منطقه رواج یافت.

## کاخ‌ها
ساخت‌وساز و بازسازی گستردهٔ کاخ‌های سلطنتی در شیوهٔ رنسانس در اسکاتلند احتمالاً در روزگار حکمرانی جیمز سوم اسکاتلند (۱۴۵۲–۱۴۸۸) شروع و در دوره حکومت جیمز چهارم سرعت گرفت. به‌نظر می‌رسد این آثار مستقیماً از شیوه‌های رنسانس الهام گرفته شده باشند. کاخ لینلیتگو در سال ۱۴۲۴ (روزگار جیمز یکم اسکاتلند) و به مدیریت وزیر آثار حکومتی جان دی والتون به‌عنوان اقامتگاه سلطنتی بازسازی شد. به‌نظر می‌رسد استفاده از لغت پالاس (کاخ) برای ارجاع به این بنا، که در سال ۱۴۲۹ میلادی مستند شده‌است، نخستین استفادهٔ این لغت در اسکاتلند باشد. استعمال این واژه تحت حکومت جیمز سوم ادامه یافت و مفهوم آن با کاخ‌های چهارضلعی سینوریا‌های ایتالیایی که چهار برج در گوشه‌های خود داشتند (موسوم به پالاتیوم اد مودم کاستری، یا «کاخ به شیوهٔ قلعه») گره خورد. این بناها تقارن کلاسیک را با جزئیات روشن نوشوالیه‌گری ترکیب می‌کردند.
در دوران سلطنت جیمز چهارم لینلیتگو تکمیل شد و کاخ‌هایی دیگر با تناسبات ایتالیایی بازسازی شدند. بر اساس شواهد تاریخی، تعدادی بنّای ایتالیایی در دربار جیمز چهارم مشغول به کار بودند.

## شهرسازی

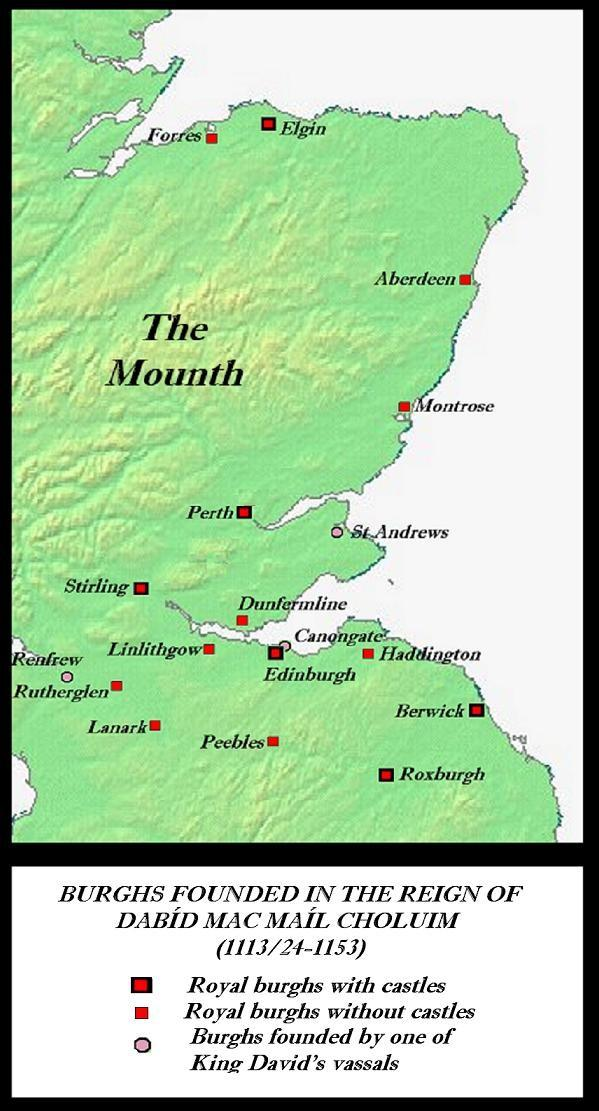
براهای سلطنتی ایجادشده در اسکاتلند تا در دوران حکومت دیوید یکم

پیش از دیوید یکم اسکاتلند در اسکاتلند شهری وجود نداشت. دیوید یکم، که در انگلستان رشد یافته بود، در سال ۱۱۲۴ میلادی به قدرت رسید و دست به مجموعهٔ اصلاحاتی زد که با عنوان انقلاب دیویدی شناخته می‌شود. از جملهٔ این اصلاحات، ایجاد برا (شهرک)های سلطنتی بود. این امر پیامد صدور منشوری با عنوان قوانین براها بود که از منشور و عرف‌های شهر نیوکاسل در شمال انگلستان الهام گرفته شده بود. ساکنان این براها اغلب نه بومیان اسکاتلندی؛ بلکه خارجیانی بودند که پادشاه به آنها امتیاز انحصاری تجارت خارجی در منطقه‌ای خاص از اسکاتلند را داده بود. نقشهٔ براها ساده بود و در راستای «راه شاهی» شکل می‌گرفت. راه شاهی ملک پادشاه محسوب می‌شد و برای ساخت‌وساز در مجاور آن اجازهٔ پادشاه لازم بود. بنیادی‌ترین عنصر هر برا بازار آن بود. بازار غالباً در محل تلاقی جادهٔ شاهی با جاده‌ای دیگر یا در گشودگی‌های جاده (محل‌هایی که جاده به‌نسبت عریض‌تر است) ساخته می‌شد و با سازهٔ ایستای تک و مستقلی موسوم به صلیب بازار مشخص می‌شد. ادارهٔ هر برا بر عهدهٔ شورایی دوازده‌نفره بود و پس از تأسیس مجلس پادشاهی اسکاتلند در ۱۲۳۵ میلادی، هر برا نماینده‌ای در آن داشت. تا ۱۲۹۶ میلادی شواهدی از ایجاد ۵۵ برا در اسکاتلند هست.
تا اواخر قرون وسطی احتمالاً ده درصد جمعیت اسکاتلند در براها زندگی می‌کردند. میانگین جمعیت این سکونت‌گاه‌ها تقریباً ۲۰۰۰ نفر بود و جمعیت بزرگترین آن‌ها (یعنی ادینبرا) به ۱۰٬۰۰۰ نفر می‌رسید.

## میراث

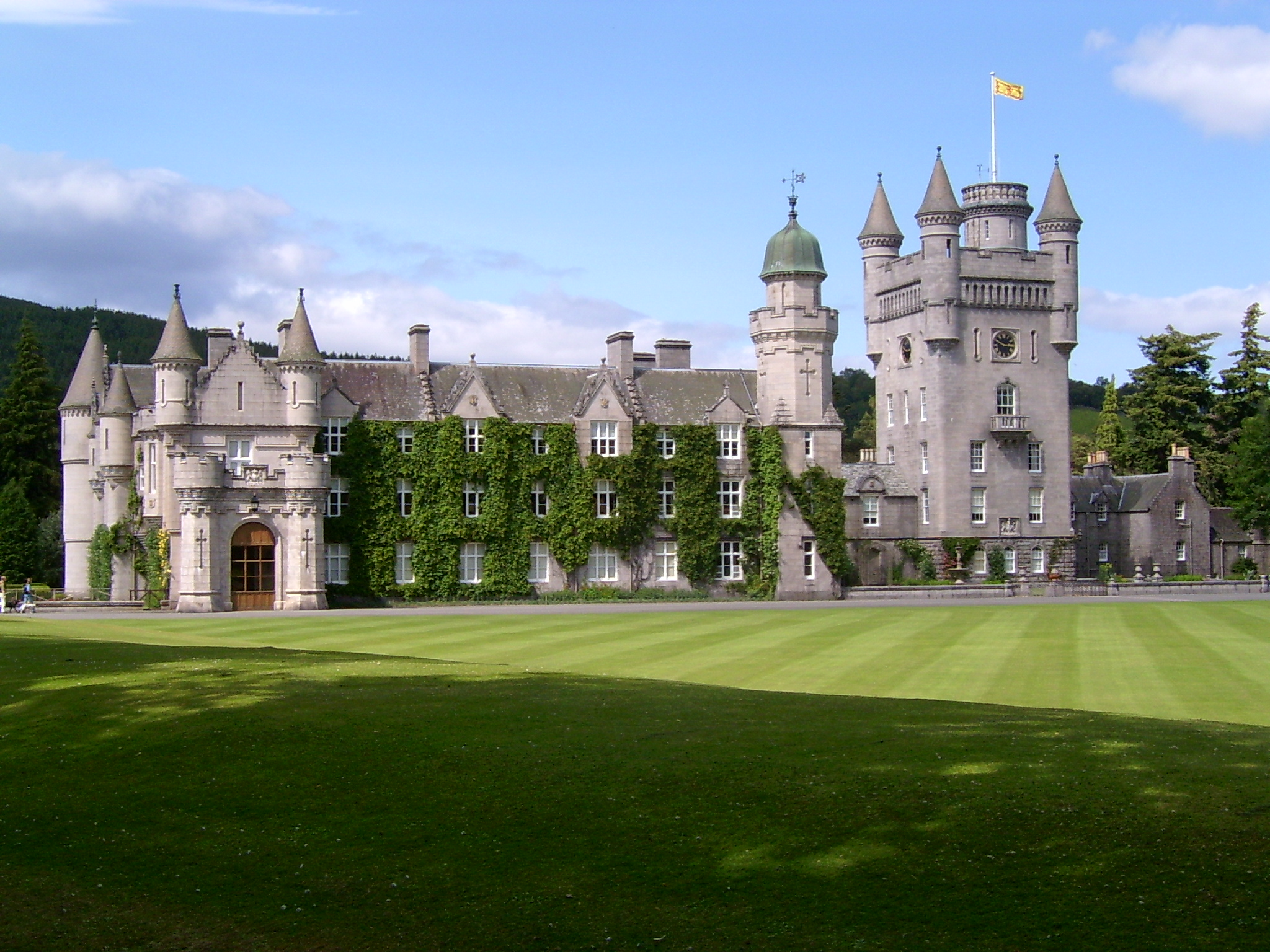
قلعه بالمورال، اقامتگاه سلطنتی ملکه ویکتوریا، طراحی شده در شیوهٔ بارونی اسکاتلند

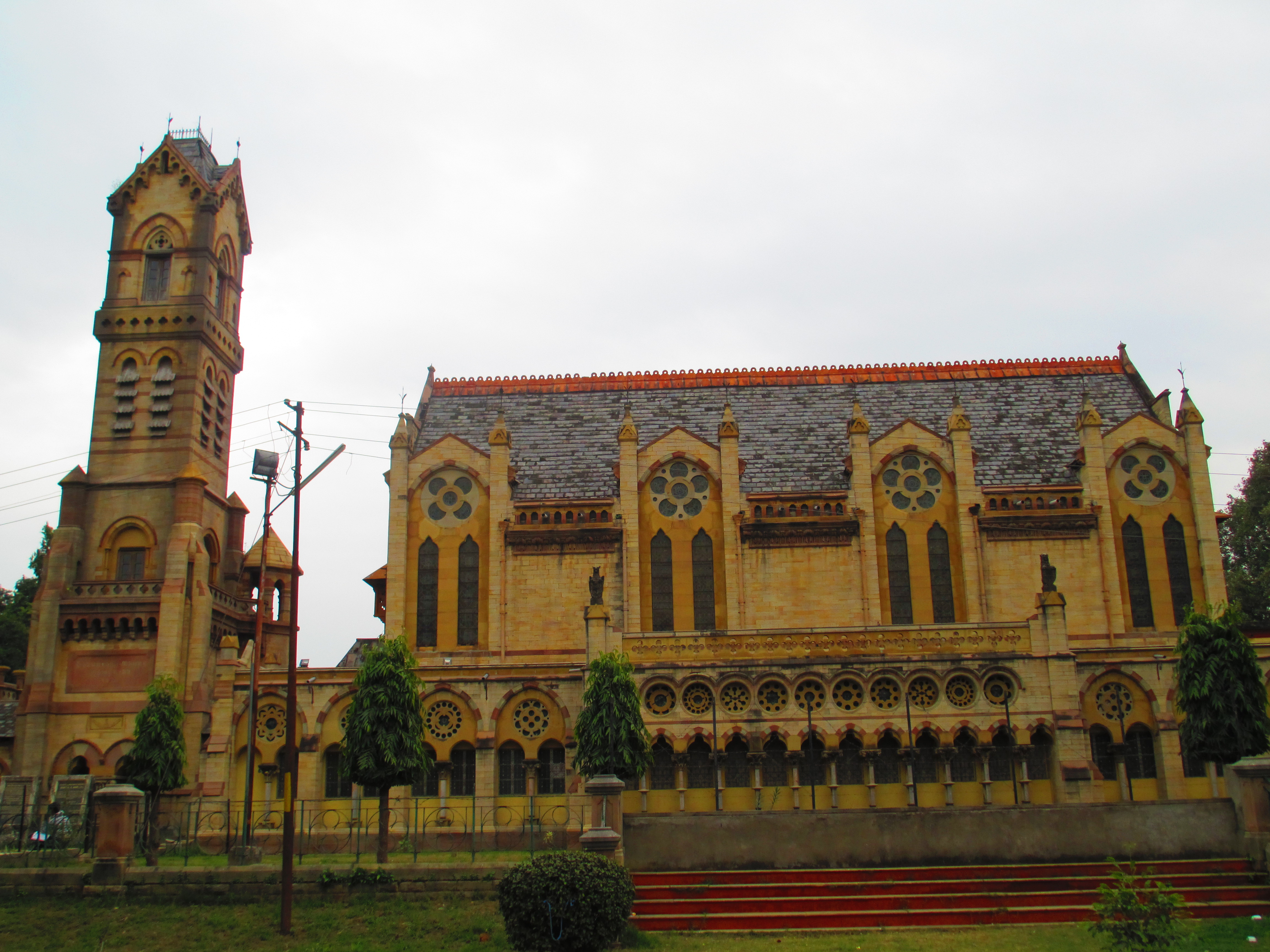
کتابخانهٔ عمومی الله‌آباد در الله‌آباد هند، طرح ریچارد روسکل بین و ساخته‌شده در ۱۸۷۸ ملهم از شیوهٔ بارونی اسکاتلند

اسکاتلند برای جای‌گیری و موقعیت چشمگیر قلعه‌ها و برج‌هایش شناخته می‌شود که به پاره‌ای تثبیت‌شده در مناظر خیال‌انگیز آن تبدیل شده‌اند. قلعه‌ها، برج‌خانه‌ها، برج‌های پیل و کاخ‌های سلطنتی این دوره همه به گسترش سبک شاخصی دامن زدند که به شیوه بارونی اسکاتلند موسوم است. این شیوه در قرن شانزدهم میلادی برای ساخت عمارت‌های خانه‌باغی در اسکاتلند به کار گرفته می‌شد، ولی در اوایل قرون جدید با شیوه‌های انگلیسی دنباله‌رو اینیگو جونز جایگزین شد. از قرن نوزدهم شیوهٔ بارونی باززنده‌سازی شد و هم در اسکاتلند (از جمله در قلعه بالمورال، اقامتگاه سلطنتی ملکه ویکتوریا، و ابتسفورد، ویلای والتر اسکات) و هم در مناطق دیگر جهان به‌شکل گسترده‌ای از آن استفاده می‌شد.
در دوره ویکتوریا، شیوهٔ بارونی به‌عنوان نمادی اسکاتلندی وارد قاموس معماری استعماری بریتانیا شد و ساختمان‌های عمومی، ویلاها، اقامتگاه‌ها، و سازه‌های تزئینی بسیاری در سراسر امپراتوری بریتانیا در این شیوه بر پا شدند.
از شاخصه‌های این شیوه می‌توان به تزئین شدن بنا با شماری برجک پیشکرده نوک‌تیز موسوم به تورِل، بام‌های مخروطی، بارو‌هایی با تیرکش دروازه، شیروانی‌های پله‌پله‌ای، و نقشهٔ نامتقارن اشاره کرد
که به ایجاد «حسی قلعه‌گونه» می‌انجامد.
بحران کشاورزی اواخر قرن نوزدهم، دو جنگ جهانی، و ظهور سبک بین‌المللی در قرن بیستم منجر به افول محبوبیت شیوهٔ بارونی شد. یادمان ملی جنگ در اسکاتلند یکی از آخرین ساختمان‌های مهمی است که در این شیوه ساخته شده‌است.
در جریان اصلاحات پروتستانی اسکاتلند در میانهٔ قرن شانزدهم میلادی بسیاری از ویژگی‌های کلیساهای قرون وسطایی بالکل تقبیح شدند که با تخریب گستردهٔ تزئینات، مبلمان، و تجهیزات کلیساهای قرون وسطی همراه بود و جای را برای شکوفا شدن شکل‌های معمارانهٔ جدید گشود. بااین‌حال شکل کلیساهای قرون وسطایی در اسکاتلند در دهه‌های ۱۸۵۰ تا ۱۸۹۰ با ساخت تعداد زیادی از کلیساهای اکثر مذاهب اصلی مسیحی در شیوهٔ معماری نئوگوتیک احیا شد.
شهر کهن ادینبرا، که نقشهٔ قرون وسطایی و ساختار توسعه در راستای راه شاهی را حفظ کرده‌است، در سال ۱۹۹۵ در فهرست میراث جهانی یونسکو ثبت شد.

## یادداشت
1. ↑  nucleated
2. ↑  در ۱۹ ژوئن ۱۲۵۰ میلادی پاپ اینوسنت چهارم مارگارت را به مقام قدیس نائل کرد. پاپ اینوسنت دوازدهم روز عید مارگارت قدیس اسکاتلند را به ۱۰ ژوئن منتقل کرد و کاتولیک‌ها این روز را جشن می‌گیرند.
3. ↑  The Kirk، نام غیررسمی کلیسای کاتولیک رومی اسکاتلند که از واژهٔ Church انگلیسی گرفته شده‌است.
4. ↑  burgh، تلفظ: ‎/ˈbʌrə/‎ (بِرا)
5. ↑  John Morrow
6. ↑  Deskford
7. ↑  Kinkell
8. ↑  Bishop Elphinstone
9. ↑  انگلیسی:livery and maintenance، نوعی رابطه بین یک لرد و ملازمانش در بریتانیای قرون وسطی، که در آن اشخاص به جای دریافت زمین در ازای وفاداری مرسوم در سیستم ارباب‌رعیتی، به حلقهٔ ملازمان یک فرد می‌پیوستند و از او نشانکی می‌گرفتند که به معنای حمایت لرد از فرد در مناقشات بود.
10. ↑  Lothian
11. ↑  Stuart Reid
12. ↑  defensible rather than defensive
13. ↑  Master of Work to the Crown of Scotland
14. ↑  John de Waltoun
15. ↑  palace
16. ↑  palatium ad modem castri
17. ↑  بطلمیوس در اثر خود به‌نام جغرافیا، احتمالاً بر اساس منابع متقدم و همچنین روایت معاصر با اردوکشی‌های نئوس ژولیوس آگریکولا، می‌گوید در کلدونیا ۱۹ «شهر» وجود داشته‌است و آن‌ها را معرفی می‌کند. هیچ مدرک باستان‌شناختی مبنی بر شهرنشینی در این زمان در اسکاتلند نیست و این ۱۹ «شهر» احتمالاً قلعه، بازارهای فصلی، یا مکان‌هایی مربوط به گردهمایی بوده‌اند.
18. ↑  Leges Burgorum
19. ↑  عمدتا فلاندری، انگلیسی، آلمانی، و فرانسوی
20. ↑  lie doussane
21. ↑  Richard Roskell Bayne
22. ↑  از عنوان «شیوهٔ بارونی» در قرون وسطی استفاده نمی‌شد و نخستین بار در کتاب عتیقه‌های بارونی و کلیسایی اسکاتلند (Baronial and Ecclesiastical Antiquities of Scotland) اثر رابرت ویلیام بیلینگز (Robert William Billings) چاپ ۱۸۵۲ از این شیوه با این عنوان یاد شده‌است.[۶۶]
23. ↑  Tourelle